# Дес Плейнс
Дес Плейнс (на английски: Des Plaines [английско произношение: /dᵻs ˈpleɪnz/]) е град в Съединените американски щати, щата Илинойс, окръг Кук.

## Население

### Расов състав
Расов състав според преброяванията на населението (Бюро за преброяване на населението на САЩ):
|       | Население | Численост | Численост         | Численост  | Численост | Дял     | Дял               | Дял        | Дял    |
| Черни | Население | Азиатци   | Латино-американци | Други бели | Черни     | Азиатци | Латино-американци | Други бели |        |
| 2000  | 44 635    | 594       | 4492              | 8229       | 58 720    | 1,0 %   | 7,6 %             | 14,0 %     | 76,0 % |
| 2010  | 39 689    | 1039      | 6674              | 10 053     | 58 364    | 1,8 %   | 11,4 %            | 17,2 %     | 68,0 % |

### Етнически състав
Етнически състав според данни на Бюрото за преброяване на населението:
- Германци – 18%
- Поляци – 15%
- Ирландци – 12%
- Мексиканци – 11%
- Италианци – 9%
- Англичани – 4%
- Азиатски индийци – 4%
- Шведи – 3%
- Гърци – 2%
- Филипинци – 2%
- Норвежци – 2%
- Французи – 2%
- Черни – 1%
- Шотландци – 1%
- Нидерландци – 1%
- Датчани – 1%
- Украинци – 1%
- Корейци – 1%
- Руснаци – 1%
- Чехи – 1%
- Румънци – 1%
- Литовци – 1%

### Българска общност
Според данни на ДАБЧ към 15 ноември 2016 г. в Дес Плейнс има 5 организации на българите – 3 училища, 2 църковни общини.

#### Църковни общини
|                                          | Адрес               | Дата на основаване | Уебсайт или блог      |
| Българска божия евангелска църква        | 1480 Oakton Str     | ?                  |                       |
| Българска православна църква „Св. София“ | 404 W Oakton Street | ?                  | saintsophiachurch.com |

#### Училища
|                                                     | Адрес                  | Дата на основаване | Дата на закриване | Уебсайт или блог   |
| Българско училище „Св. София“                       | 404 West Oakton Street | 1974 г.            | –                 | stsophiaschool.org |
| Българско училище и културен център „Джон Атанасов“ | 3666 S. River Rd.      | 9 юли 2008 г.      | –                 |                    |
| Българско училище „Нов Живот“                       | 1480 Oakton St.        | 2008 г.            | –                 | becnewlife.com     |

## Личности
Родени в Дес Плейнс
- Рик Зомбо (р. 1963), американски хокеист
- Шон Грийн (р. 1972), американски бейзболен играч